# 1995 Hajek
1995 Hajek è un asteroide della fascia principale. Scoperto nel 1971, presenta un'orbita caratterizzata da un semiasse maggiore pari a 2,5294055 UA e da un'eccentricità di 0,0546702, inclinata di 10,82492° rispetto all'eclittica.
L'asteroide è stato nominato in onore dell'astronomo ceco Tadeáš Hájek.